# شيتارا
شيتارا (باليابانية: 設楽町) هي بلدية في اليابان، وبلدة في اليابان، تقع في مقاطعة كيتاشيتارا - آيتشي، بلغ عدد سكانها 4,763  نسمة وذلك حسب إحصائيات سنة 2017، تبلغ مساحتها 273.94 كيلومتر مربع.